# Катаріна Саксонська (1421 — 1476)
Катаріна Саксонська (нім. Katharina von Sachsen; 1421 — 23 серпня 1476, Берлін) — принцеса Саксонська, у шлюбі курфюрстиня Бранденбурзька.

## Біографія
Катаріна — дочка курфюрста Саксонії Фрідріха I та його дружини Катерини Брауншвейг-Люнебурзької, дочки герцога Генріха I Брауншвейзького.
11 червня 1446 року в Віттенберзі Катаріна вступила в шлюб з курфюрстом Бранденбурга Фрідріхом II. Він безуспішно сватався до неї раніше, але у підсумку шлюб став складовою частиною договору по врегулюванню конфлікту між Бранденбургом та Саксонією за Лужицю та ознаменував союз між цими державами. Шлюб виявився нещасливим: чоловік численно зраджував, зокрема, так народився його син Еразм. Останні роки подружжя жило окремо: Фрідріх — у Франконії, Катаріна — у Бранденбурзі.

## Родина
Чоловік — Фрідріх II, курфюрст Бранденбурзький
Діти:
- Доротея (1446—1519) — одружена з герцогом Саксен-Лауенбурзьким Іоганном IV (1439—1507)
- Маргарита (1449/50—1489) — одружена з герцогом Померанським Богуславом X (1454—1523)
- Йоганн (прибл. 1452—1454)